# Colonnet

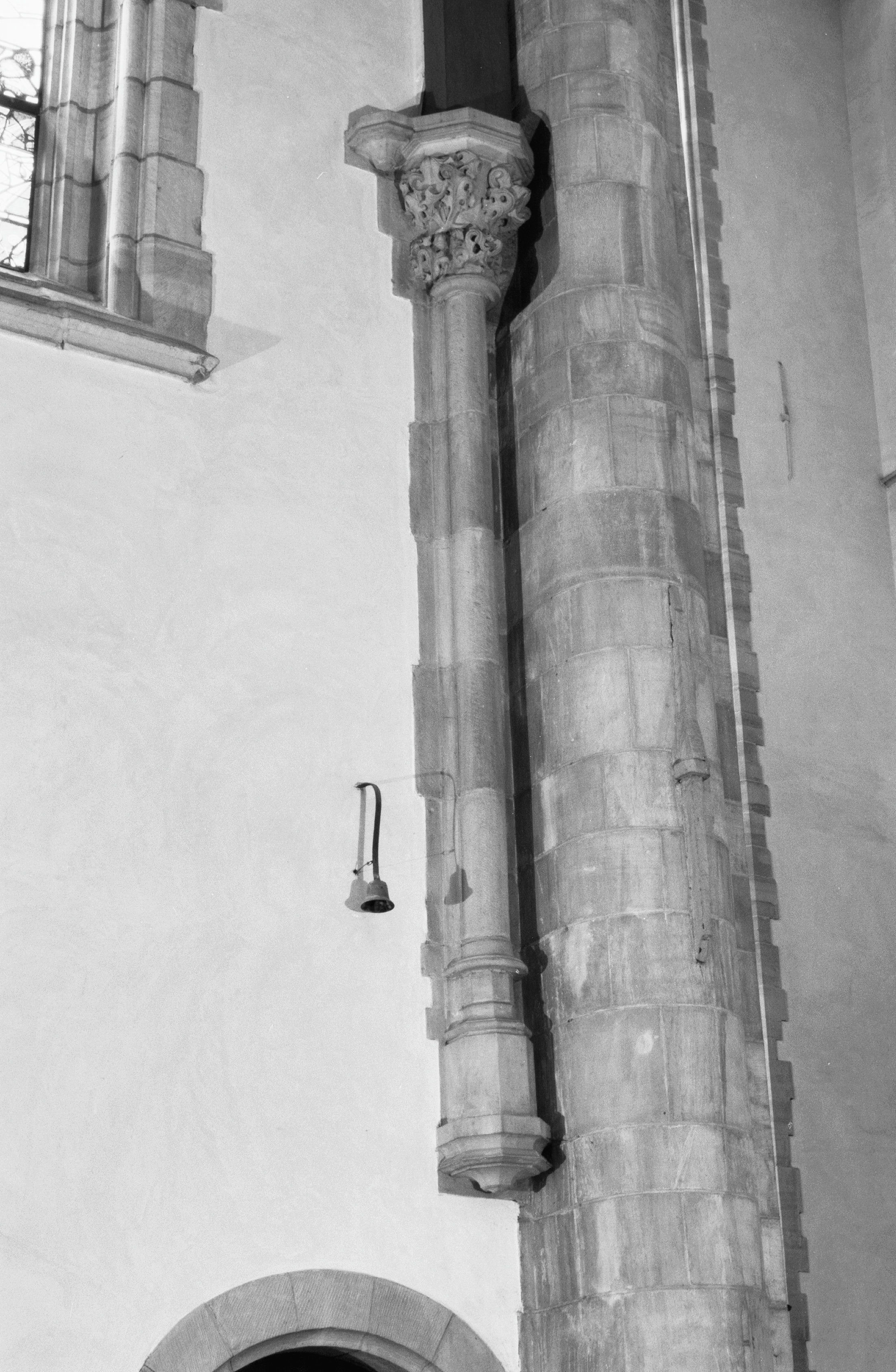
Kolonnet met kapiteel

Een colonnet, kolonnet (letterlijk: kleine kolom) of schalk is een klein kolom- of zuilvormig onderdeel van een gebouw dat samen met zuilen of pijlers de dragende functie van een bouwwerk vervult. Ook een halfzuil die aldus een zuil flankeert, wordt zo genoemd.
De colonnet is voornamelijk in de romaanse architectuur en de bouwkunst van de gotiek terug te vinden.